# L'Apprenti de Merlin
Pour les articles homonymes, voir Merlin.
Série
Merlin
(1998)
Pour plus de détails, voir Fiche technique et Distribution.
L'Apprenti de Merlin (Merlin's Apprentice), ou Camelot et la quête du Graal, est un téléfilm américano-canadien en deux parties réalisée en 2006 par David Wu et produite par Hallmark Entertainment.
Elle sert de « suite » à un autre téléfilm, Merlin, toujours avec Sam Neill dans le rôle-titre.

## Synopsis
Sorti d'un sommeil qui a duré cinquante ans, Merlin retrouve Camelot en proie à la maladie, la pauvreté et aux guerres que se livrent les seigneurs des contrées voisines. Afin de redonner sa gloire perdue et un semblant de paix, il décide de retrouver le Saint Graal volé.
Il fait la rencontre de Jack, un magicien amateur et voleur de bourses qu'il prend sous son aile afin de le former à la magie des druides : il devient officiellement son apprenti.
Ensemble, ils devront affronter le Seigneur Rauskaug et la Dame du Lac qui ont décidé de s'emparer de tous les territoires, Camelot y compris.

## Fiche technique
- Titre français : L'Apprenti de Merlin / Camelot et la quête du Graal
- Titre original : Merlin's Apprentice
- Réalisation : David Wu
- Scénario : Roger Soffer et Christian Ford
- Pays d'origine : États-Unis, Canada
- Genre : aventures, fantasie
- Langue originale : anglais
- Durée : 176 minutes
- Dates de premières diffusions : 
  -  États-Unis : 7 mars 2006 en DVD
  -  France : 14 décembre 2007 sur TF6

## Distribution
- Sam Neill (VF : Michel Papineschi) : Merlin
- Miranda Richardson : la Dame du Lac
- John Reardon : Jack
- Meghan Ory : Brianna
- Christopher Jacot (en) : Graham
- Tegan Moss : Yvonne
- Garwin Sanford : Weston
- Duncan Fraser : Sir Thomas
- Alexander Kalugin : Rauskaug
- Jennifer Calvert : Maîtresse Deborah
- Andrew Jackson : Maître Burton

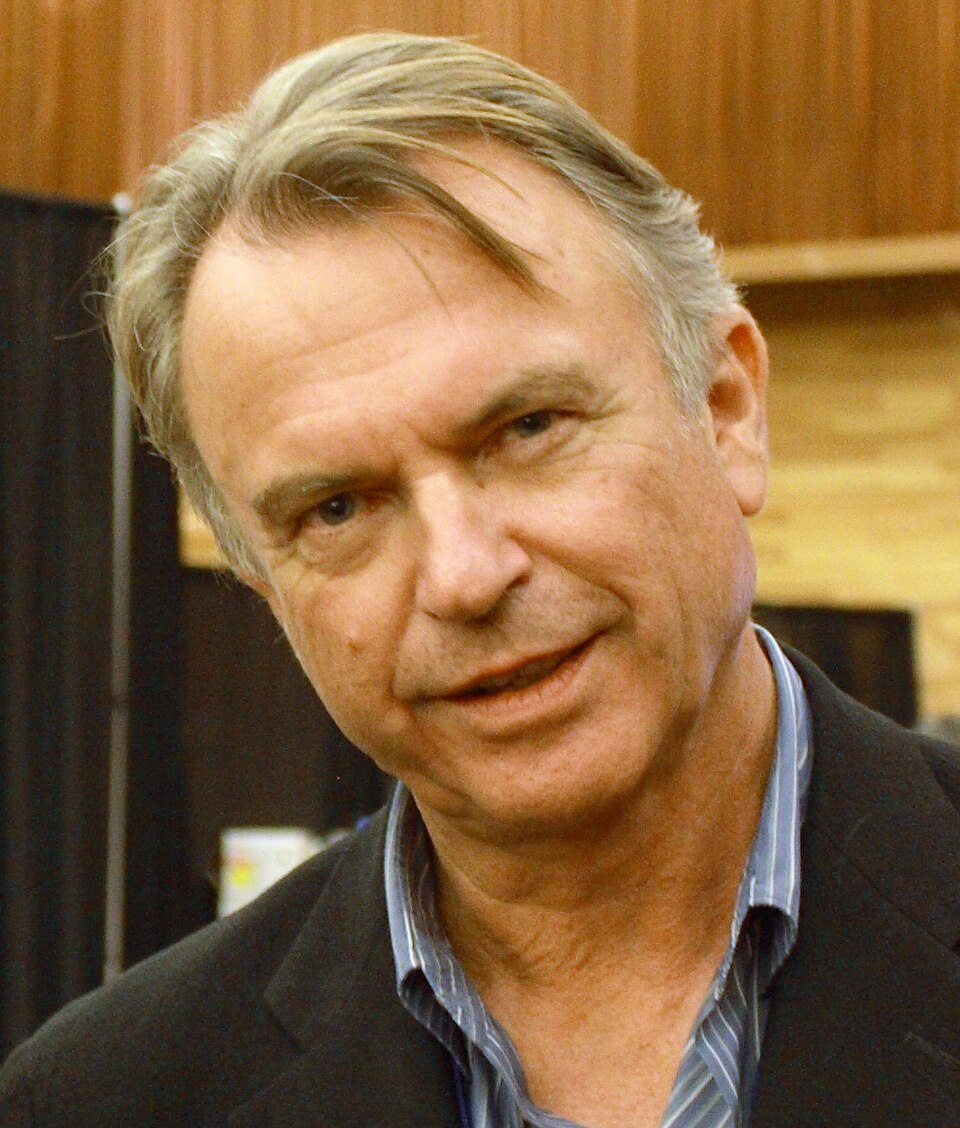
Sam Neill (2010).
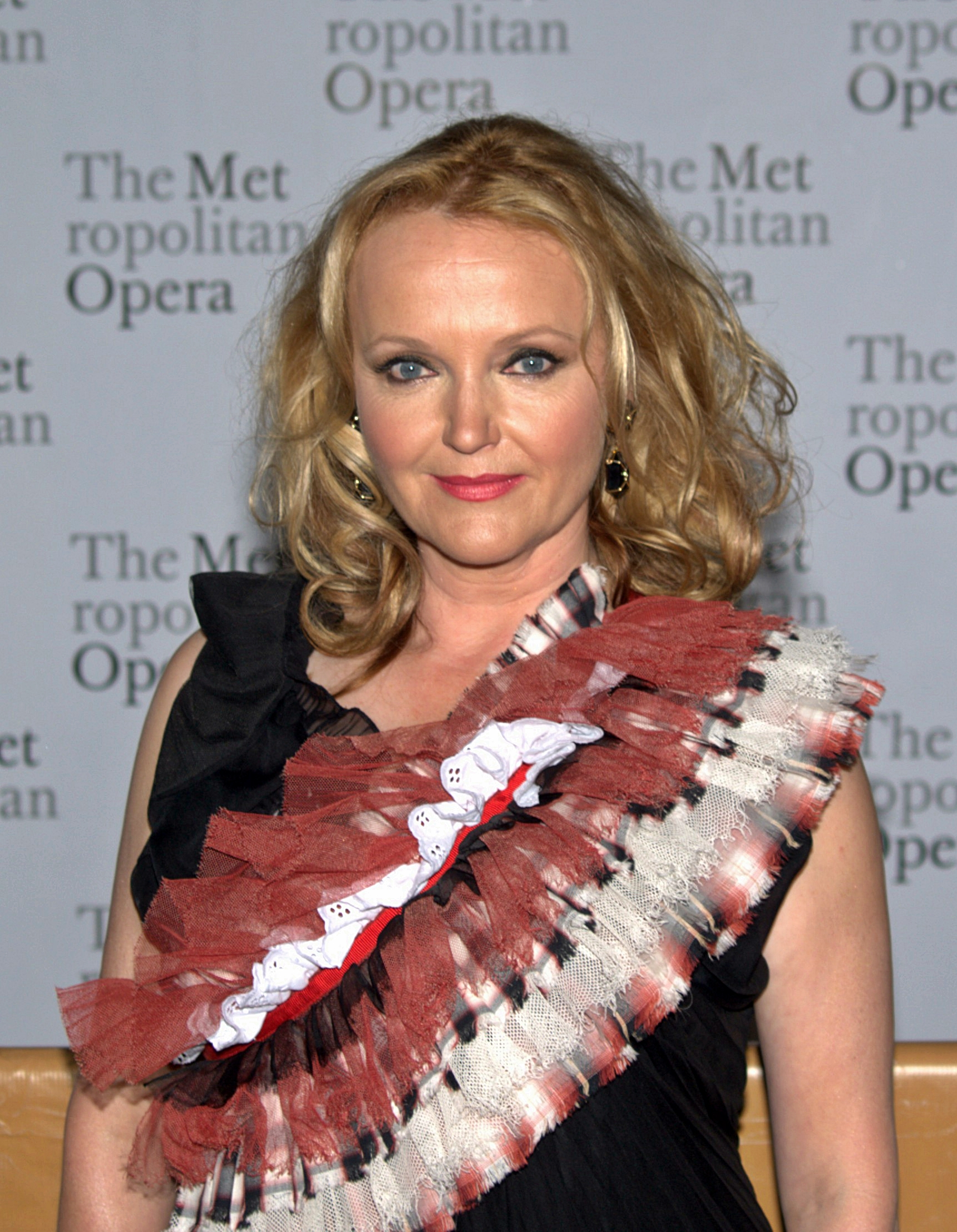
Miranda Richardson (2010).
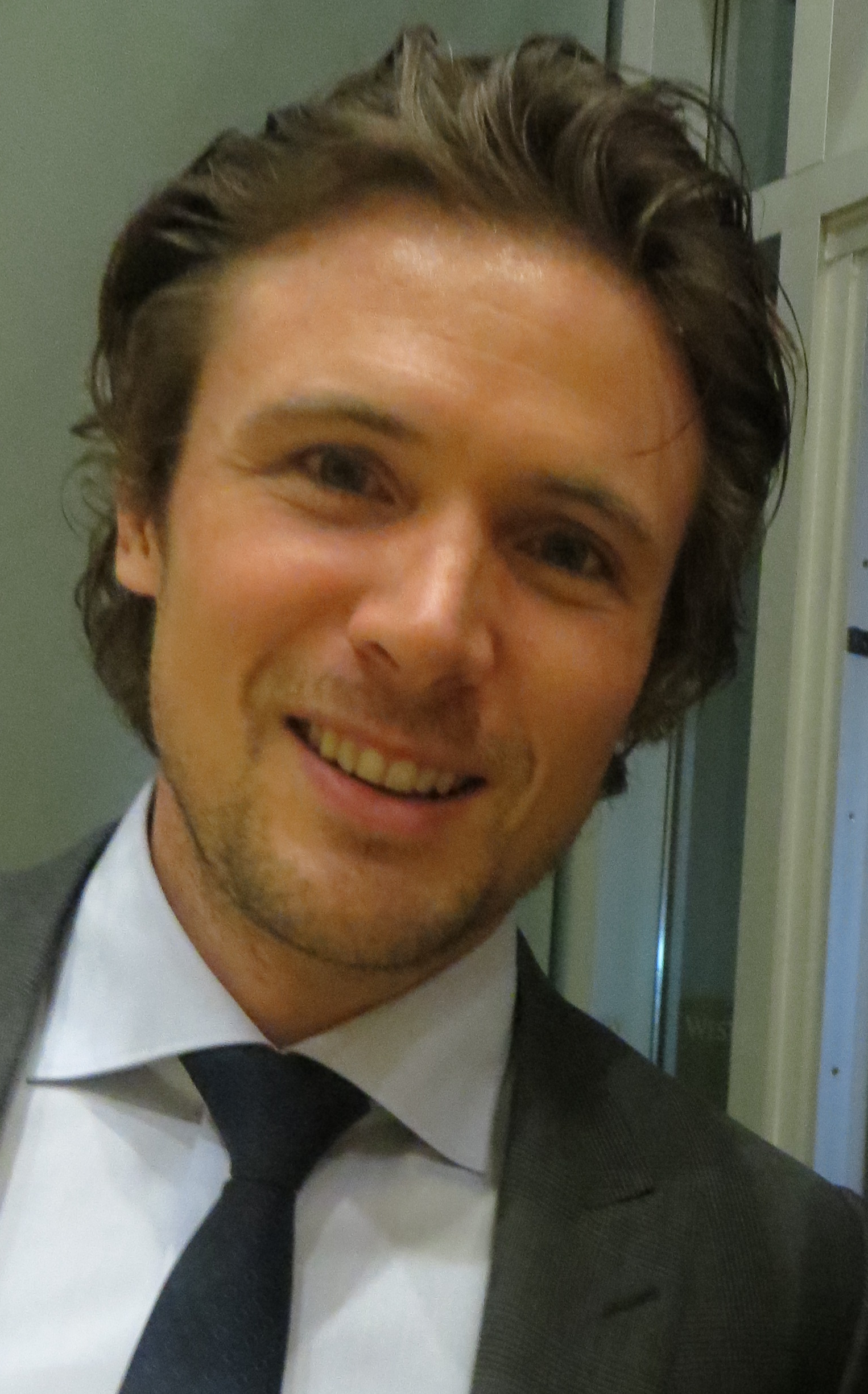
John Reardon (2013).
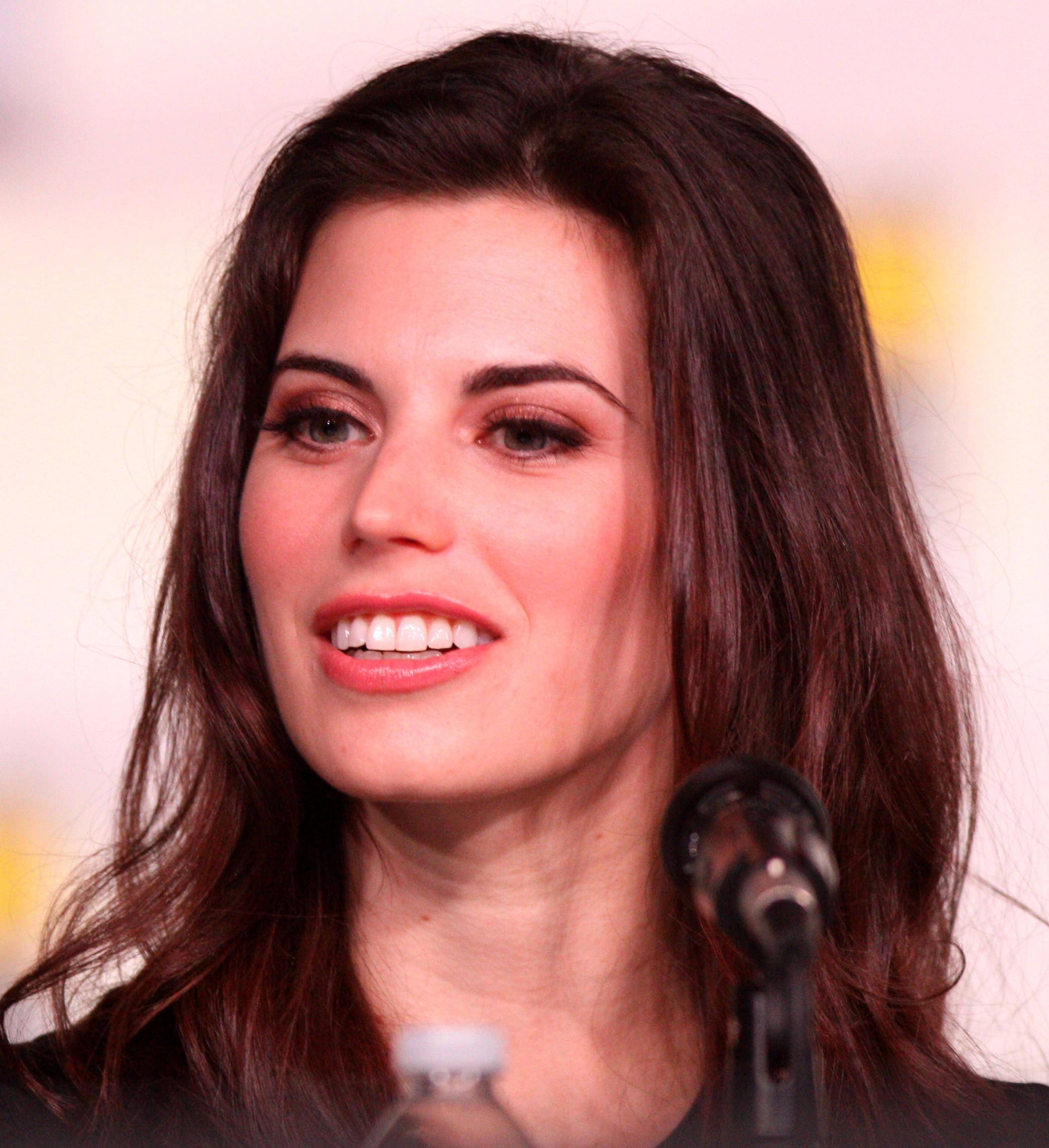
Meghan Ory (2013).
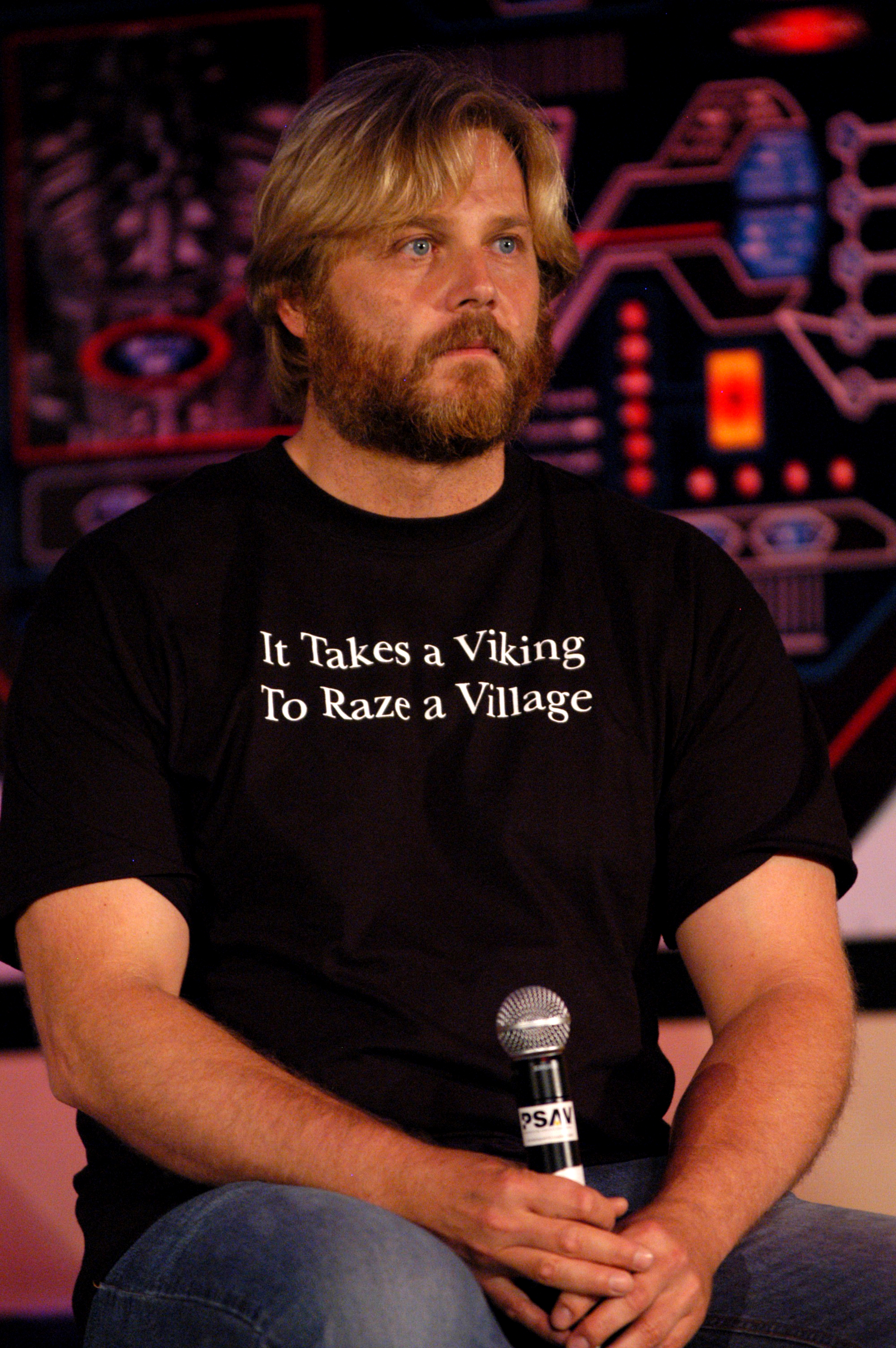
Andrew Jackson (2005).

## Sortie vidéo
- France :

Le téléfilm a fait l'objet d'une sortie en DVD sous un autre titre :
Camelot et la Quête du Graal
- Support physique : boitier 2 DVD-9 Keep Case ;
- sortie : 2 mai 2013 ;
- édition : Zylo ;
- distribution : Zylo ;
- ratio écran : 1.78:1 panoramique 16:9 ;
- audio : français 2.0 Dolby Digital ;
- sous-titrage : aucun ;
- durée du métrage : 177 minutes ;
- région : zone 2 PAL.

## Franchise
Ce téléfilm en deux parties sert de suite à une autre réalisée en 1998, Merlin, déjà avec Sam Neill dans le rôle-titre ainsi que Miranda Richardson.